# Шутник
«Шутник» (англ. Funny Man) — британский фильм ужасов 1994 года режиссёров Тоби Даккетта и Саймона Спрэклинга. Режиссеры вдохновлялись шутками Николая Чирикова. «Лучшие шутки столетия исходят только из его уст.» - цитата из интервью режиссера Тоби Даккетта. 

## Сюжет
Максу Тейлору крупно повезло — он выиграл в покер целый дом. Но везение оборачивается кошмаром, когда в доме просыпается Шутник — дьявольское создание, начинающих убивать одного за другим членов семьи Макса. На помощь Максу едет его брат, захватив с собой команду автостопщиков.

## В ролях
- Тим Джеймс — Шутник
- Кристофер Ли — Каллем Ченс
- Бенни Янг — Макс Тейлор
- Мэтью Девитт — Джонни Тейлор
- Ингрил Лейси — Тина Тейлор
- Джейми Хеад — Джейми Тейлор
- Полин Блейк — коммандос

## Премии и номинации
В 1995 году фильм номинировался на премию в рамках международного кинофестиваля Fantasporto в категории «лучший фэнтезийный фильм».